# Дорф, Густав Артур
Гу́став А́ртур Дорф (нем. Gustav Artur Dorf; 17 июля 1908, Бармен — 27 октября 1972, Восточный Берлин) — немецкий политик, член КПГ и СЕПГ. Участник Гражданской войны в Испании.

## Биография
Сын каменщика, Густав Артур Дорф работал торговым служащим. В 1926 году Дорф вступил в Коммунистический союз молодёжи Германии. С 1929 года состоял в КПГ и работал в комсомоле в Вуппертале. В 1930 году учился в партийной школе КПГ в Фихтенау. С 1931 года работал редактором в газете Bergische Volksstimme и руководил партийной организацией в Золингене и Хагене.
После прихода к власти национал-социалистов Дорф активно участвовал в движении Сопротивления. В августе 1933 года был арестован, 2 сентября 1933 года бежал из тюрьмы в Ремшайде в Нидерланды. Позднее эмигрировал во Францию и в 1936 году участвовал в Гражданской войне в Испании. В октябре 1936 — январе 1937 года занимал должность политкомиссара батальона Эдгара Андре в 11-й интернациональной бригаде, с января по апрель 1937 года служил политкомиссаром 11-й интернациональной бригады.
Вернувшись во Францию, Дорф был помещён в лагеря для интернированных Гюрс и Верне, затем находился в лагере для интернированных в Джельфе. В 1940 году Дорф был лишён гражданства. В Алжире в 1943 году познакомился с Милтоном Уолффом и вместе с ним отправился воевать в Италию. В 1943—1944 годах Дорф рядовым сражался на стороне союзников в Италии и участвовал в партизанском движении. Работал на Управление стратегических служб.
В июле 1945 года Дорф вернулся в Германию. До июня 1946 года руководил отделом полиции в управлении провинции Бранденбург, в 1946—1950 годах работал доцентом и завкафедрой в Высшей партийной школе имени Карла Маркса. С 1950 года занимал должность директора по культуре на верфи в Штральзунде. Из-за сотрудничества с Управлением стратегических служб и эмиграции на Запад в 1951 году некоторое время был отстранён от работы. В 1956—1968 годах работал заместителем председателя центрального правления Общества спорта и техники ГДР.
Похоронен в Мемориале социалистов на Центральном кладбище Фридрихсфельде.